# Băcești, Argeș
Băcești este un sat în comuna Drăganu din județul Argeș, Muntenia, România.